# Lloyd Guenther
Lloyd William Guenther (* 14. Dezember 1906 in Detroit; † 18. Oktober 1995 in Hendersonville) war ein US-amerikanischer Eisschnellläufer.
Guenther nahm von 1927 bis 1932 an Eisschnelllaufwettbewerben in den Vereinigten Staaten teil und errang dabei den zweiten Platz im Mehrkampf bei den Hallenmeisterschaften 1928. International startete er bei den Olympischen Winterspielen 1932 in Lake Placid beim 1500-Meter-Lauf und schied dabei im Vorlauf aus. Bei der nachfolgenden Mehrkampf-Weltmeisterschaft 1932 in Lake Placid belegte er den 12. Platz. Im Jahr 1975 wurde er in die Michigan Amateur Sports Hall of Fame aufgenommen.

## Persönliche Bestleistungen
| Disziplin | Zeit        | Datum            | Ort         |
| --------- | ----------- | ---------------- | ----------- |
| 500 m     | 45,3 s      | 19. Februar 1932 | Lake Placid |
| 1500 m    | 2:35,9 min  | 19. Februar 1932 | Lake Placid |
| 5000 m    | 9:15,6 min  | 19. Februar 1932 | Lake Placid |
| 10.000 m  | 20:04,3 min | 19. Februar 1932 | Lake Placid |